# Phaedrotettix
Phaedrotettix is een geslacht van rechtvleugeligen uit de familie veldsprinkhanen (Acrididae). De wetenschappelijke naam van dit geslacht is voor het eerst geldig gepubliceerd in 1897 door Scudder.

## Soorten
Het geslacht Phaedrotettix omvat de volgende soorten:
- Phaedrotettix accola Scudder, 1897
- Phaedrotettix angustipennis Scudder, 1897
- Phaedrotettix bilineatus Descamps, 1975
- Phaedrotettix bistrigatus Scudder, 1897
- Phaedrotettix concinnus Scudder, 1897
- Phaedrotettix dumicola Scudder, 1878
- Phaedrotettix gracilis Bruner, 1908
- Phaedrotettix gualaguises Fontana & Buzzetti, 2007
- Phaedrotettix litus Hebard, 1917
- Phaedrotettix palmeri Scudder, 1897
- Phaedrotettix toltecus Fontana & Buzzetti, 2007
- Phaedrotettix valgus Scudder, 1897
- Phaedrotettix violai Fontana & Buzzetti, 2007